# 吴健 (1962年)
吴健（1962年8月—），安徽太和人，汉族，中华人民共和国政治人物、第十三届全国人民代表大会河南地区代表。
1983年毕业于阜阳师范大学（原阜阳师范学院）物理系，1990年于法国巴黎第六大学获博士学位，1991年回国。主要从事空间物理、空间环境监测技术、电波传播等领域的理论与试验研究。现任中国电子科技集团公司第二十二研究所所长，国防科技重点实验室主任。2018年2月24日，当选为第十三届全国人大代表。